# Juan Reynoso
Juan Máximo Reynoso Guzmán (* 28. Dezember 1969 in Lima) ist ein ehemaliger peruanischer Fußballspieler und jetziger -trainer.

## Spielerkarriere

### Verein
Reynoso begann mit dem Fußballspielen bei der Jugendmannschaft von Alianza Lima, in dessen Profimannschaft er 1986 übernommen wurde. Dort blieb er, bis auf eine einjährige Zwischenstation 1990 bei CE Sabadell, bis 1993. Anschließend wechselte er für eineinhalb Jahre zu Universitario de Deportes, wo er in 14 Spielen torlos blieb, aber in der Saison 1992/93 die peruanische Meisterschaft gewann.
1994 wechselte Reynoso zu CD Cruz Azul, wo sein erfolgreichster Karriereabschnitt stattfand. In acht Jahre wurde er mindestens 39 mal eingesetzt, schoss ein Tor und wurde 1995/96 und 1996/97 aufeinanderfolgend Sieger der CONCACAF Champions League.
Mitte 2002 wurde Reynoso von Club Necaxa in Mexiko verpflichtet, die ihn in 72 Spielen einsetzten, in denen er zwei Tore schoss. Zum Jahresbeginn 2005 beendete er dort seine Spielerkarriere.

### Nationalmannschaft
Reynoso war von 1986 bis 2000 im Teil der Peruanischen Nationalmannschaft. In dieser Zeit wurde er in 20 Freundschaftsspielen eingesetzt. Außerdem spielte er in einer Vielzahl Qualifikationsspielen für mehrere Weltmeisterschaftsturniere. Zudem war er, bis auf 1991 und 1997, in den Kadern für alle Copa-América-Turniere zwischen 1989 und 1999.
Im August 2022 wurde bekannt, dass Reynoso die Nachfolge von Ricardo Gareca als peruanischer Nationaltrainer antritt.

### Erfolge
(Quelle: )
Universitario de Deportes
- Peruanischer Meister: 1992/93

Cruz Azul
- CONCACAF Champions League: 1995/96, 1996/97

## Trainerkarriere

### Erfolge
(Quelle: )
Universitario de Deportes
- Peruanischer Meister: 2008/09

FBC Melgar
- Peruanischer Meister: 2015/16

Cruz Azul
- Mexikanischer Meister: 2020/21